# توشیاکی فوشیمی
توشیاکی فوشیمی (انگلیسی: Toshiaki Fushimi؛ زادهٔ ۴ فوریهٔ ۱۹۷۶) دوچرخه‌سوار سابق اهل ژاپن است.
وی در مسابقات کشوری و بین‌المللی در مجموع برندهٔ ۱ مدال نقره شده‌است.